# Großer Preis von Deutschland 1993
Der Große Preis von Deutschland 1993 (offiziell Großer Mobil 1 Preis von Deutschland) fand am 25. Juli auf dem Hockenheimring in Hockenheim statt und war das zehnte Rennen der Formel-1-Weltmeisterschaft 1993.

## Berichte

### Hintergrund
Im Vorfeld des Rennwochenendes fand in Reilingen unweit von Hockenheim ein Treffen der Formel-1-Teamchefs statt. Es wurde über das von der FISA geplante Verbot der elektronischen Fahrhilfen diskutiert. Man kam zu der Einigung, dieses umzusetzen. Zudem wurde beschlossen, das Nachtanken während der Rennen wieder zu ermöglichen und neue Gewichtsregularien einzuführen. All dies sollte mit dem Start der Saison 1994 in Kraft treten.
Die einzige Veränderung in der Meldeliste im Vergleich zum Großen Preis von Großbritannien, der zwei Wochen zuvor stattgefunden hatte, war die Tatsache, dass beide Tyrrell-Piloten fortan mit dem neuen 021 antraten.
Nach dem Großen Preis von Großbritannien führte Alain Prost in der Fahrerwertung mit 20 Punkten vor Ayrton Senna und mit 37 Punkten vor Michael Schumacher. In der Konstrukteurswertung führte Williams-Renault mit 45 Punkten vor McLaren-Ford und mit 56 Punkten vor Benetton-Ford.
Mit Senna (dreimal), Michele Alboreto und Prost (jeweils einmal) traten drei ehemalige Sieger zu diesem Grand Prix an.

### Qualifying
Prost und Damon Hill qualifizierten sich in ihren überlegenen Williams FW15C zum wiederholten Mal für die erste Startreihe. Schumacher und Senna bildeten die zweite Reihe vor den beiden Ligier-Piloten Mark Blundell und Martin Brundle. Riccardo Patrese, der an diesem Wochenende seinen 250. Grand Prix absolvierte, qualifizierte sich für den siebten Startplatz vor Aguri Suzuki und den beiden Ferrari F93A von Gerhard Berger und Jean Alesi.
Während des verregneten Warm-up am Sonntagmorgen prallte Derek Warwick ins Heck des Lola T93/30 von Luca Badoer. Sein Footwork FA14 überschlug sich und rutschte kopfüber durch das Kiesbett. Warwick blieb unverletzt, obwohl die Airbox seines Wagens sowie sein Helm zum Teil im Kies versunken waren.

### Rennen
Wegen eines schlechten Starts wurde Prost nach wenigen Metern von Hill und Schumacher überholt. Beim Versuch, ebenfalls an Prost vorbeizuziehen, drehte sich Senna in der ersten Schikane und fiel ans Ende des Feldes zurück. In der zweiten Schikane drehte sich Brundle. Um diesem auszuweichen, ließ Prost die Schikane aus und verschaffte sich dadurch einen kleinen Zeitvorteil, durch den er rascher auf Schumacher aufholte. Im sechsten Umlauf überholte er diesen. Kurz nachdem er in der achten Runde auch seinen Teamkollegen Hill überholt hatte, wurde er wegen des Auslassens der Schikane mit einer Stop-and-Go-Strafe belegt, die er während des folgenden Umlaufs an der Box absolvierte. Er kehrte daraufhin als Fünfter hinter Hill, Schumacher, Blundell und Patrese auf die Strecke zurück. Senna hatte sich zwischenzeitlich wieder bis auf den siebten Rang nach vorn gekämpft.
In der vorletzten Runde platzte ein Reifen am Wagen des mit deutlichem Vorsprung führenden Hill. Während dieser versuchte, auf drei Rädern die Box zu erreichen, wurde er von Prost und Schumacher überholt. In der Schikane im Bereich der Einfahrt zur Boxengasse drehte er sich und musste aufgeben.
Prost siegte vor Schumacher, Blundell, Senna, Patrese und Berger und führte dadurch die Weltmeisterschaftswertung mit bereits 27 Punkten Vorsprung vor Senna an.

Großer Preis von Deutschland 1993
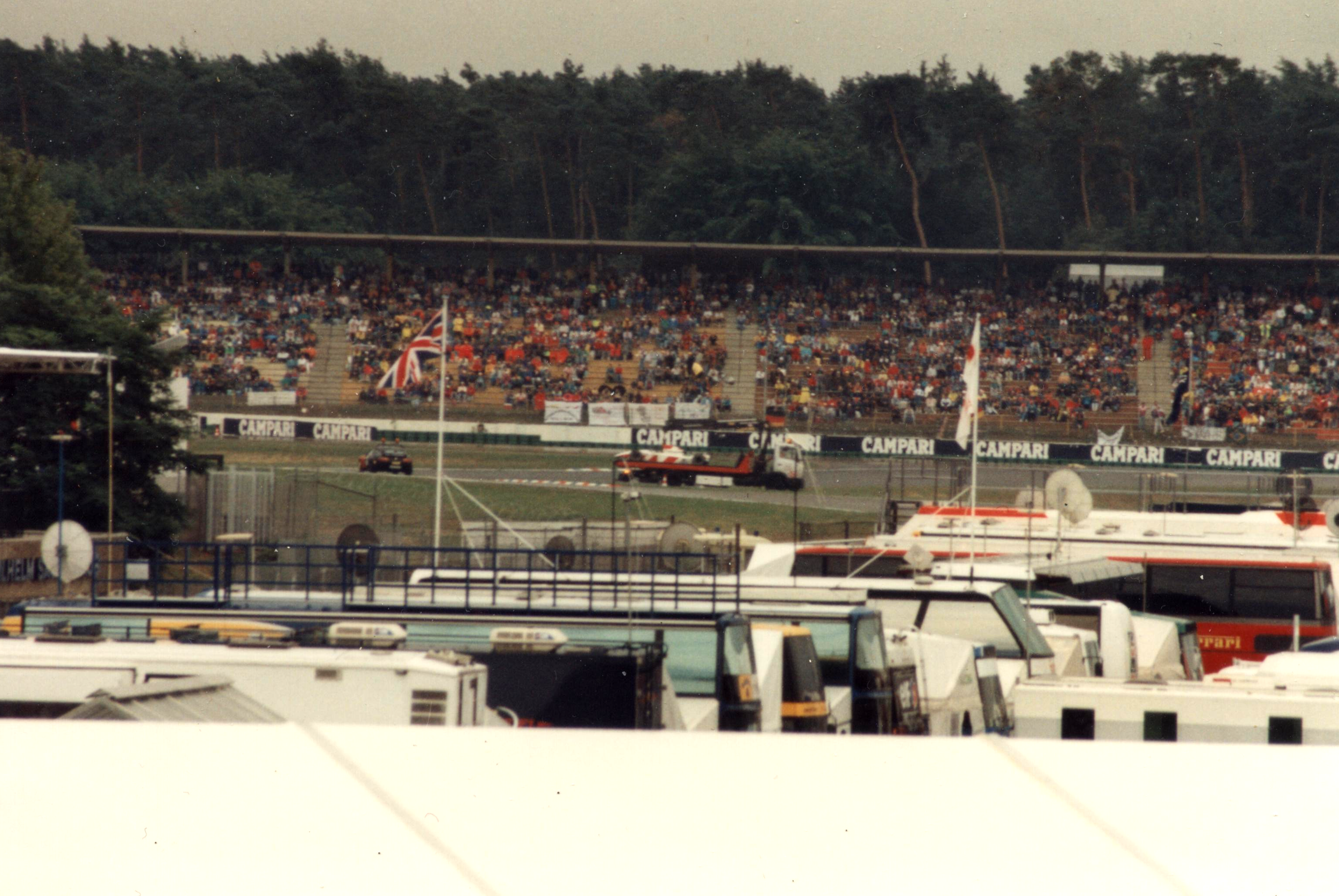
Das Wrack (Warm-up) von Warwick wird in die Box gefahren.
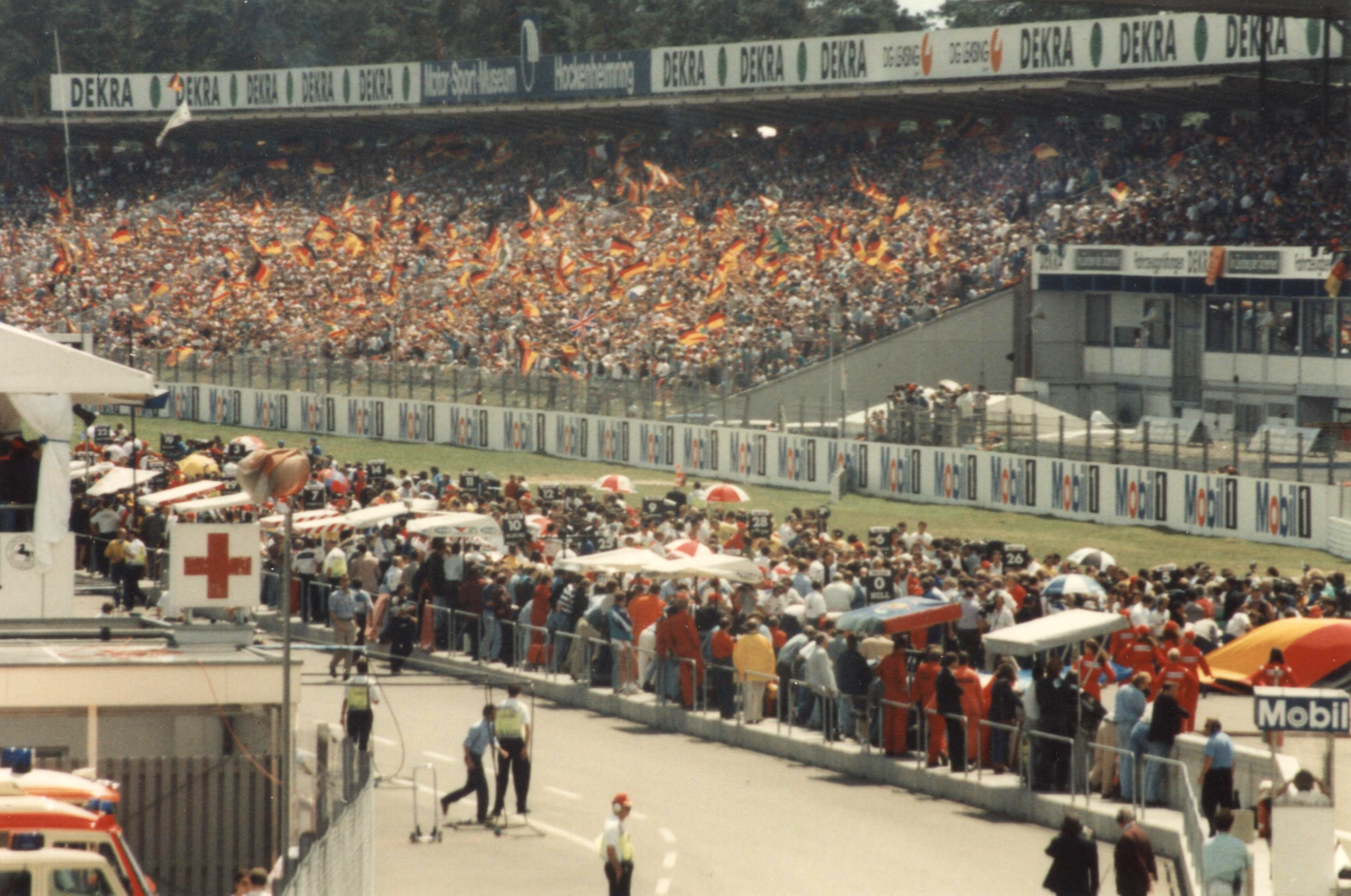
Startvorbereitungen
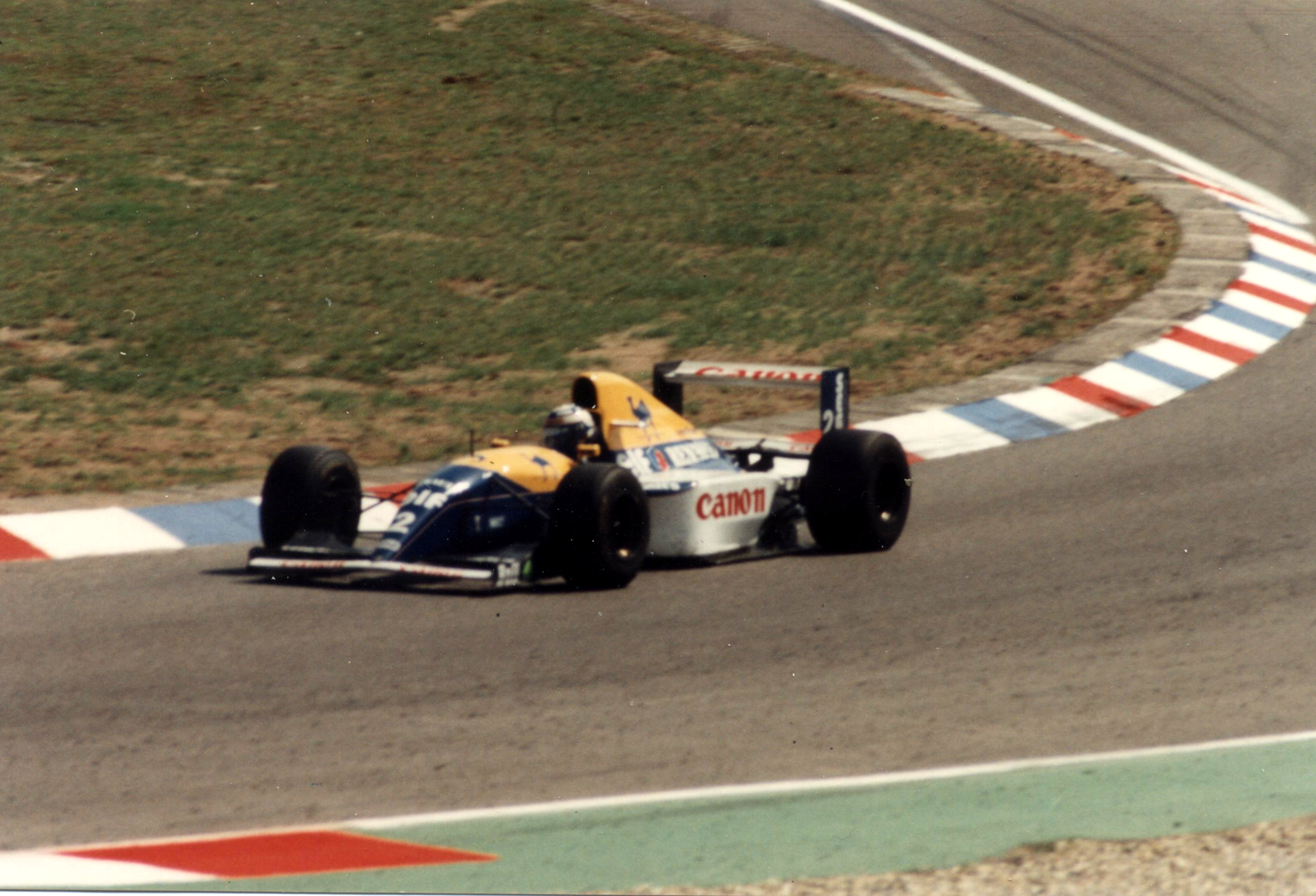
Alain Prost während des Großen Preises von Deutschland 1993
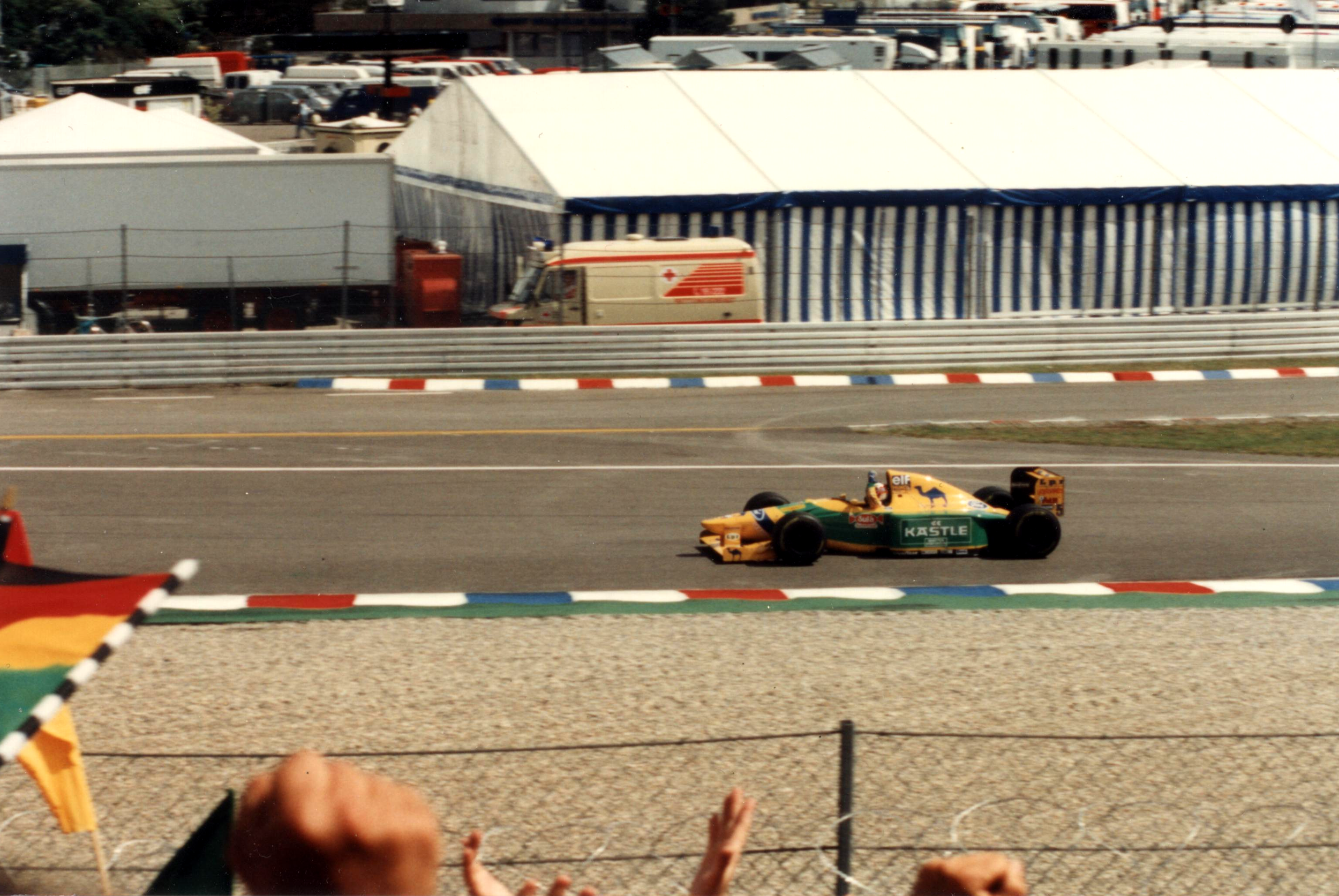
Michael Schumacher belegte den zweiten Platz.
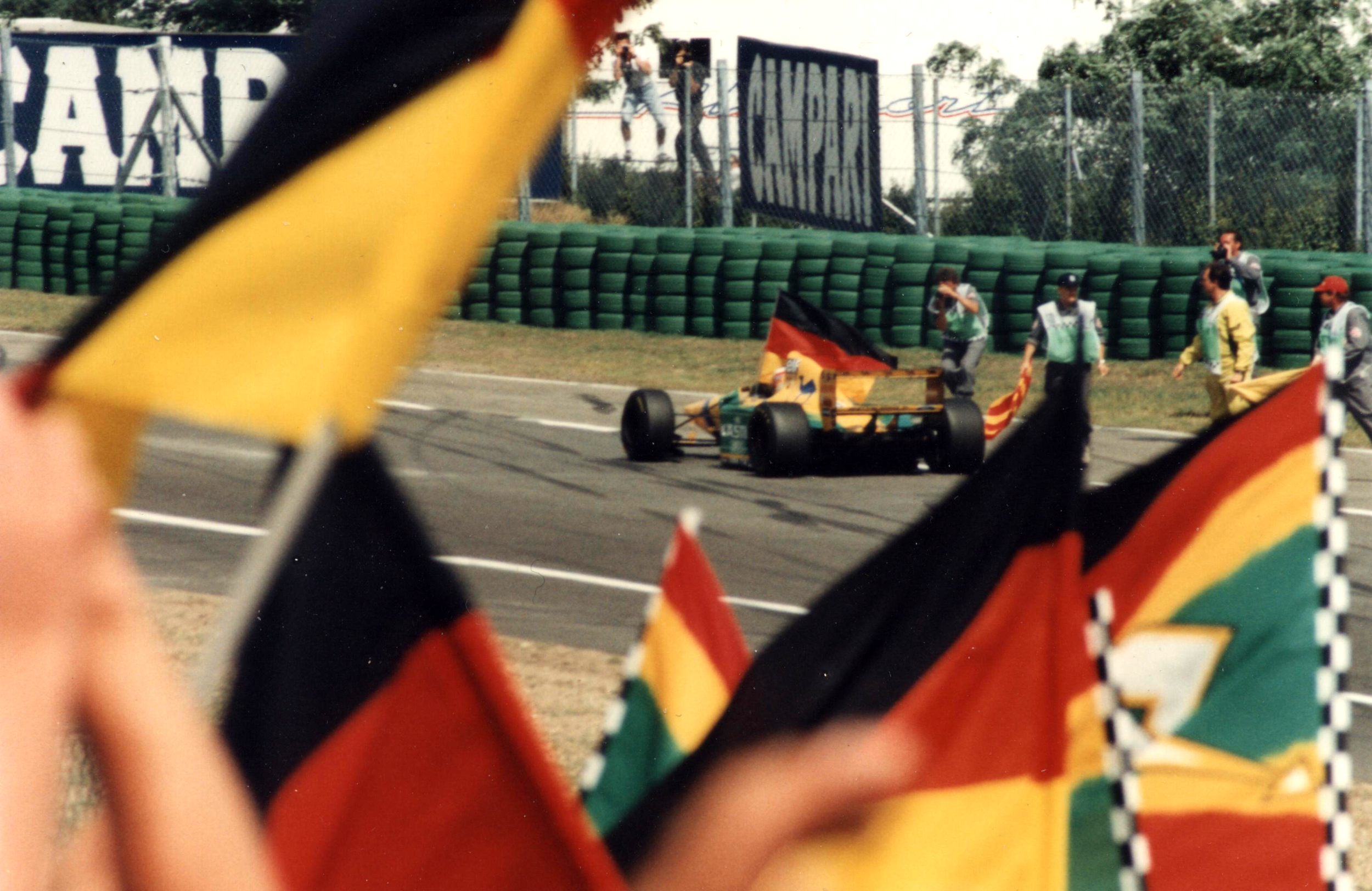
Michael Schumacher fährt eine Ehrenrunde mit einer Fahne.

## Meldeliste
| Team                        | Nr. | Fahrer               | Chassis        | Motor                        | Reifen |
| --------------------------- | --- | -------------------- | -------------- | ---------------------------- | ------ |
| Canon Williams Team         | 0   | Damon Hill           | Williams FW15C | Renault RS5 3.5 V10          | G      |
| Canon Williams Team         | 02  | Alain Prost          | Williams FW15C | Renault RS5 3.5 V10          | G      |
| Tyrrell Racing Organisation | 03  | Ukyō Katayama        | Tyrrell 021    | Yamaha OX10A 3.5 V10         | G      |
| Tyrrell Racing Organisation | 04  | Andrea de Cesaris    | Tyrrell 021    | Yamaha OX10A 3.5 V10         | G      |
| Camel Benetton Ford         | 05  | Michael Schumacher   | Benetton B193B | Ford Cosworth HB 3.5 V8      | G      |
| Camel Benetton Ford         | 06  | Riccardo Patrese     | Benetton B193B | Ford Cosworth HB 3.5 V8      | G      |
| Marlboro McLaren            | 07  | Michael Andretti     | McLaren MP4/8  | Ford Cosworth HB 3.5 V8      | G      |
| Marlboro McLaren            | 08  | Ayrton Senna         | McLaren MP4/8  | Ford Cosworth HB 3.5 V8      | G      |
| Footwork Mugen Honda        | 09  | Derek Warwick        | Footwork FA14  | Mugen-Honda MF-351HB 3.5 V10 | G      |
| Footwork Mugen Honda        | 10  | Aguri Suzuki         | Footwork FA14  | Mugen-Honda MF-351HB 3.5 V10 | G      |
| Team Lotus                  | 11  | Alessandro Zanardi   | Lotus 107B     | Ford Cosworth HB 3.5 V8      | G      |
| Team Lotus                  | 12  | Johnny Herbert       | Lotus 107B     | Ford Cosworth HB 3.5 V8      | G      |
| Sasol Jordan                | 14  | Rubens Barrichello   | Jordan 193     | Hart 1035 3.5 V10            | G      |
| Sasol Jordan                | 15  | Thierry Boutsen      | Jordan 193     | Hart 1035 3.5 V10            | G      |
| Larrousse F1                | 19  | Philippe Alliot      | Larrousse LH93 | Lamborghini 3512 3.5 V12     | G      |
| Larrousse F1                | 20  | Érik Comas           | Larrousse LH93 | Lamborghini 3512 3.5 V12     | G      |
| Lola BMS Scuderia Italia    | 21  | Michele Alboreto     | Lola T93/30    | Ferrari 040 3.5 V12          | G      |
| Lola BMS Scuderia Italia    | 22  | Luca Badoer          | Lola T93/30    | Ferrari 040 3.5 V12          | G      |
| Minardi Team                | 23  | Christian Fittipaldi | Minardi M193   | Ford Cosworth HB 3.5 V8      | G      |
| Minardi Team                | 24  | Pierluigi Martini    | Minardi M193   | Ford Cosworth HB 3.5 V8      | G      |
| Ligier Gitanes Blondes      | 25  | Martin Brundle       | Ligier JS39    | Renault RS5 3.5 V10          | G      |
| Ligier Gitanes Blondes      | 26  | Mark Blundell        | Ligier JS39    | Renault RS5 3.5 V10          | G      |
| Scuderia Ferrari            | 27  | Jean Alesi           | Ferrari F93A   | Ferrari 041 3.5 V12          | G      |
| Scuderia Ferrari            | 28  | Gerhard Berger       | Ferrari F93A   | Ferrari 041 3.5 V12          | G      |
| Lighthouse Sauber           | 29  | Karl Wendlinger      | Sauber C12     | Sauber 2175 3.5 V10          | G      |
| Lighthouse Sauber           | 30  | JJ Lehto             | Sauber C12     | Sauber 2175 3.5 V10          | G      |

## Klassifikationen

### Qualifying
| Pos. | Fahrer               | Konstrukteur          | 1. Qualifikationstraining | 1. Qualifikationstraining | 2. Qualifikationstraining | 2. Qualifikationstraining | Start |
| Pos. | Fahrer               | Konstrukteur          | Zeit                      | Ø-Geschwindigkeit         | Zeit                      | Ø-Geschwindigkeit         | Start |
| ---- | -------------------- | --------------------- | ------------------------- | ------------------------- | ------------------------- | ------------------------- | ----- |
| 01   | Alain Prost          | Williams-Renault      | 1:39,046                  | 247,703 km/h              | 1:38,748                  | 248,451 km/h              | 01    |
| 02   | Damon Hill           | Williams-Renault      | 1:40,211                  | 244,823 km/h              | 1:38,905                  | 248,056 km/h              | 02    |
| 03   | Michael Schumacher   | Benetton-Ford         | 1:39,640                  | 246,226 km/h              | 1:39,580                  | 246,375 km/h              | 03    |
| 04   | Ayrton Senna         | McLaren-Ford          | 1:40,642                  | 243,775 km/h              | 1:39,616                  | 246,286 km/h              | 04    |
| 05   | Mark Blundell        | Ligier-Renault        | 1:40,279                  | 244,657 km/h              | 1:40,135                  | 245,009 km/h              | 05    |
| 06   | Martin Brundle       | Ligier-Renault        | 1:40,916                  | 243,113 km/h              | 1:40,855                  | 243,260 km/h              | 06    |
| 07   | Riccardo Patrese     | Benetton-Ford         | 1:41,101                  | 242,668 km/h              | 1:41,292                  | 242,211 km/h              | 07    |
| 08   | Aguri Suzuki         | Footwork-Mugen-Honda  | 1:41,138                  | 242,579 km/h              | 1:41,220                  | 242,383 km/h              | 08    |
| 09   | Gerhard Berger       | Ferrari               | 1:41,290                  | 242,215 km/h              | 1:41,242                  | 242,330 km/h              | 09    |
| 10   | Jean Alesi           | Ferrari               | 1:41,304                  | 242,182 km/h              | 1:41,726                  | 241,177 km/h              | 10    |
| 11   | Derek Warwick        | Footwork-Mugen-Honda  | 1:42,977                  | 238,247 km/h              | 1:41,449                  | 241,836 km/h              | 11    |
| 12   | Michael Andretti     | McLaren-Ford          | 1:41,531                  | 241,640 km/h              | 1:42,468                  | 239,431 km/h              | 12    |
| 13   | Johnny Herbert       | Lotus-Ford            | 1:41,564                  | 241,562 km/h              | 1:42,970                  | 238,264 km/h              | 13    |
| 14   | Karl Wendlinger      | Sauber                | 1:41,922                  | 240,713 km/h              | 1:41,642                  | 241,377 km/h              | 14    |
| 15   | Alessandro Zanardi   | Lotus-Ford            | 1:41,858                  | 240,865 km/h              | 1:43,561                  | 236,904 km/h              | 15    |
| 16   | Érik Comas           | Larrousse-Lamborghini | 1:42,086                  | 240,327 km/h              | 1:41,945                  | 240,659 km/h              | 16    |
| 17   | Rubens Barrichello   | Jordan-Hart           | 1:42,152                  | 240,172 km/h              | 1:42,025                  | 240,470 km/h              | 17    |
| 18   | JJ Lehto             | Sauber                | 1:42,845                  | 238,553 km/h              | 1:42,032                  | 240,454 km/h              | 18    |
| 19   | Andrea de Cesaris    | Tyrrell-Yamaha        | 1:43,471                  | 237,110 km/h              | 1:42,203                  | 240,052 km/h              | 19    |
| 20   | Christian Fittipaldi | Minardi-Ford          | 1:42,658                  | 238,988 km/h              | 1:44,058                  | 235,772 km/h              | 20    |
| 21   | Ukyō Katayama        | Tyrrell-Yamaha        | 1:46,709                  | 229,915 km/h              | 1:42,682                  | 238,932 km/h              | 21    |
| 22   | Pierluigi Martini    | Minardi-Ford          | 1:42,786                  | 238,690 km/h              | 1:43,353                  | 237,381 km/h              | 22    |
| 23   | Philippe Alliot      | Larrousse-Lamborghini | 1:42,912                  | 238,398 km/h              | 1:42,910                  | 238,402 km/h              | 23    |
| 24   | Thierry Boutsen      | Jordan-Hart           | 1:43,476                  | 237,098 km/h              | 1:43,007                  | 238,178 km/h              | 24    |
| 25   | Luca Badoer          | Lola-Ferrari          | 1:43,345                  | 237,399 km/h              | 1:44,641                  | 234,459 km/h              | 25    |
| 26   | Michele Alboreto     | Lola-Ferrari          | 1:44,198                  | 235,456 km/h              | 1:44,166                  | 235,528 km/h              | 26    |

### Rennen
| Pos. | Fahrer               | Konstrukteur          | Runden | Stopps | Zeit        | Start | Schnellste Runde |
| ---- | -------------------- | --------------------- | ------ | ------ | ----------- | ----- | ---------------- |
| 01   | Alain Prost          | Williams-Renault      | 45     | 1      | 1:18:40,885 | 01    | 1:42,213 (33.)   |
| 02   | Michael Schumacher   | Benetton-Ford         | 45     | 2      | + 16,664    | 03    | 1:41,859 (40.)   |
| 03   | Mark Blundell        | Ligier-Renault        | 45     | 1      | + 59,349    | 05    | 1:43,319 (36.)   |
| 04   | Ayrton Senna         | McLaren-Ford          | 45     | 2      | + 1:08,229  | 04    | 1:42,162 (45.)   |
| 05   | Riccardo Patrese     | Benetton-Ford         | 45     | 1      | + 1:31,516  | 07    | 1:44,575 (32.)   |
| 06   | Gerhard Berger       | Ferrari               | 45     | 0      | + 1:34,754  | 09    | 1:45,489 (33.)   |
| 07   | Jean Alesi           | Ferrari               | 45     | 1      | + 1:35,841  | 10    | 1:44,222 (40.)   |
| 08   | Martin Brundle       | Ligier-Renault        | 44     | 2      | + 1 Runde   | 06    | 1:42,331 (36.)   |
| 09   | Karl Wendlinger      | Sauber                | 44     | 1      | + 1 Runde   | 14    | 1:45,128 (39.)   |
| 10   | Johnny Herbert       | Lotus-Ford            | 44     | 0      | + 1 Runde   | 13    | 1:45,767 (41.)   |
| 11   | Christian Fittipaldi | Minardi-Ford          | 44     | 0      | + 1 Runde   | 20    | 1:46,323 (29.)   |
| 12   | Philippe Alliot      | Larrousse-Lamborghini | 44     | 0      | + 1 Runde   | 23    | 1:45,638 (42.)   |
| 13   | Thierry Boutsen      | Jordan-Hart           | 44     | 0      | + 1 Runde   | 24    | 1:47,469 (19.)   |
| 14   | Pierluigi Martini    | Minardi-Ford          | 44     | 0      | + 1 Runde   | 22    | 1:47,341 (35.)   |
| 15   | Damon Hill           | Williams-Renault      | 43     | 0      | DNF         | 02    | 1:42,574 (39.)   |
| 16   | Michele Alboreto     | Lola-Ferrari          | 43     | 0      | + 2 Runden  | 26    | 1:48,875 (40.)   |
| 17   | Derek Warwick        | Footwork-Mugen-Honda  | 42     | 1      | + 3 Runden  | 11    | 1:47,284 (33.)   |
| –    | Rubens Barrichello   | Jordan-Hart           | 34     | 1      | DNF         | 17    | 1:45,009 (32.)   |
| –    | Ukyō Katayama        | Tyrrell-Yamaha        | 28     | 1      | DNF         | 21    | 1:46,186 (26.)   |
| –    | JJ Lehto             | Sauber                | 22     | 1      | DNF         | 18    | 1:46,085 (22.)   |
| –    | Alessandro Zanardi   | Lotus-Ford            | 19     | 1      | DNF         | 15    | 1:46,100 (19.)   |
| –    | Aguri Suzuki         | Footwork-Mugen-Honda  | 9      | 1      | DNF         | 08    | 1:47,183 (08.)   |
| –    | Michael Andretti     | McLaren-Ford          | 4      | 0      | DNF         | 12    | 1:47,505 (03.)   |
| –    | Luca Badoer          | Lola-Ferrari          | 4      | 0      | DNF         | 25    | 1:51,879 (03.)   |
| –    | Andrea de Cesaris    | Tyrrell-Yamaha        | 1      | 0      | DNF         | 19    | 2:38,437 (01.)   |
| –    | Érik Comas           | Larrousse-Lamborghini | 0      | 0      | DNF         | 16    | –                |

## WM-Stände nach dem Rennen
Die ersten sechs des Rennens bekamen 10, 6, 4, 3, 2 bzw. 1 Punkt(e).

### Fahrerwertung
| Pos. | Fahrer               | Konstrukteur          | Punkte |
| ---- | -------------------- | --------------------- | ------ |
| 01   | Alain Prost          | Williams-Renault      | 77     |
| 02   | Ayrton Senna         | McLaren-Ford          | 50     |
| 03   | Michael Schumacher   | Benetton-Ford         | 36     |
| 04   | Damon Hill           | Williams-Renault      | 28     |
| 05   | Riccardo Patrese     | Benetton-Ford         | 11     |
| 06   | Mark Blundell        | Ligier-Renault        | 10     |
| 07   | Martin Brundle       | Ligier-Renault        | 9      |
| 08   | Johnny Herbert       | Lotus-Ford            | 9      |
| 09   | Gerhard Berger       | Ferrari               | 6      |
| 10   | JJ Lehto             | Sauber                | 5      |
| 11   | Christian Fittipaldi | Minardi-Ford          | 5      |
| 12   | Jean Alesi           | Ferrari               | 4      |
| 13   | Michael Andretti     | McLaren-Ford          | 3      |
| 14   | Philippe Alliot      | Larrousse-Lamborghini | 2      |

| Pos. | Fahrer             | Konstrukteur          | Punkte |
| ---- | ------------------ | --------------------- | ------ |
| 15   | Fabrizio Barbazza  | Minardi-Ford          | 2      |
| 16   | Alessandro Zanardi | Lotus-Ford            | 1      |
| 17   | Karl Wendlinger    | Sauber                | 1      |
| 18   | Derek Warwick      | Footwork-Mugen-Honda  | 1      |
| 19   | Rubens Barrichello | Jordan-Hart           | 0      |
| 20   | Luca Badoer        | Lola-Ferrari          | 0      |
| 21   | Érik Comas         | Larrousse-Lamborghini | 0      |
| 22   | Aguri Suzuki       | Footwork-Mugen-Honda  | 0      |
| 23   | Andrea de Cesaris  | Tyrrell-Yamaha        | 0      |
| 24   | Thierry Boutsen    | Jordan-Hart           | 0      |
| 25   | Michele Alboreto   | Lola-Ferrari          | 0      |
| 26   | Ukyō Katayama      | Tyrrell-Yamaha        | 0      |
| 27   | Pierluigi Martini  | Minardi-Ford          | 0      |
| –    | Ivan Capelli       | Jordan-Hart           | 0      |

### Konstrukteurswertung
| Pos. | Konstrukteur     | Punkte |
| ---- | ---------------- | ------ |
| 01   | Williams-Renault | 105    |
| 02   | McLaren-Ford     | 53     |
| 03   | Benetton-Ford    | 47     |
| 04   | Ligier-Renault   | 19     |
| 05   | Lotus-Ford       | 10     |
| 06   | Ferrari          | 10     |
| 07   | Minardi-Ford     | 7      |

| Pos. | Konstrukteur          | Punkte |
| ---- | --------------------- | ------ |
| 08   | Sauber                | 6      |
| 09   | Larrousse-Lamborghini | 2      |
| 10   | Footwork-Mugen-Honda  | 1      |
| 11   | Jordan-Hart           | 0      |
| 12   | Lola-Ferrari          | 0      |
| 13   | Tyrrell-Yamaha        | 0      |